# Dilla
Dilla est une commune de la région d’Awdal située dans la région de Somaliland, un territoire du nord de la Somalie.